# Inman Mills
Inman Mills és una concentració de població designada pel cens dels Estats Units a l'estat de Carolina del Sud. Segons el cens del 2000 tenia 1.151 habitants.

## Demografia
Segons el cens del 2000, Inman Mills tenia 1.151 habitants, 435 habitatges i 261 famílies. La densitat de població era de 352,7 habitants/km².
Dels 435 habitatges en un 21,1% hi vivien nens de menys de 18 anys, en un 43,9% hi vivien parelles casades, en un 12,9% dones solteres, i en un 39,8% no eren unitats familiars. En el 37% dels habitatges hi vivien persones soles el 23,4% de les quals corresponia a persones de 65 anys o més que vivien soles. El nombre mitjà de persones vivint en cada habitatge era de 2,07 i el nombre mitjà de persones que vivien en cada família era de 2,65.
Per edats la població es repartia de la següent manera: un 13,9% tenia menys de 18 anys, un 6,2% entre 18 i 24, un 20,8% entre 25 i 44, un 19,3% de 45 a 60 i un 39,9% 65 anys o més.
L'edat mediana era de 54 anys. Per cada 100 dones de 18 o més anys hi havia 57,3 homes.
La renda mediana per habitatge era de 26.776 $ i la renda mediana per família de 37.391 $. Els homes tenien una renda mediana de 26.838 $ mentre que les dones 19.922 $. La renda per capita de la població era de 15.958 $. Entorn del 4,2% de les famílies i el 28,1% de la població estaven per davall del llindar de pobresa.

## Poblacions més properes
El següent diagrama mostra les poblacions més properes.